# بيشراو عزيزي
بشكرو عزيزي من مواليد 19 كانون الثاني / يناير 1988 في السليمانية، كردستان, يلعب في مركز المدافع و هو كابتن فريق نادي دلكورد في السويد، الذي ينافس في الدوري السويدي الممتاز.
حصل عزيزي على الجنسية السويدية، لكن في عام 2014 بدأ يعود إلى كردستان كل عام خلال أثناء بطولة الاتحاد السويدي لكرة القدم في غير موسمها. خلال إحدى هذه الزيارات، وقع عقداً لمدة ثلاثة أشهر للعب مع نادي بيرس في الدوري الكردي. ومع ذلك، فإن أسبابه الرئيسية لزيارة شمال العراق هي أسباب إنسانية. خلال صيف 2015، جمع هو وعدد قليل من الأصدقاء 200.000 كرونة سويدية 
(دولار23711) في السويد، ثم سافر إلى كردستان لتطبيق الأموال على المشروعات الخيرية، مثل توزيع الضروريات الأساسية وزراعة المحاصيل الغذائية. يشارك أيضاً مع نادي دلكورد في المشاريع الأجتماعية في مدينتهم بورلانغة، السويد.

## روابط خارجية
- بيشراو عزيزي على موقع اتحاد السويد (السويدية)
- بيشراو عزيزي على موقع قاعدة بيانات كرة القدم.إي يو (الإنجليزية)